# Boyd Dowler
Boyd Hamilton Dowler (* 18. Oktober 1937 in Rock Springs, Wyoming) ist ein ehemaliger US-amerikanischer American-Football-Spieler. Er spielte in der National Football League (NFL) unter anderem als Wide Receiver.

## Spielerlaufbahn
Boyd Dowler studierte an der University of Colorado at Boulder und spielte dort College Football für die Buffaloes. Dowler kam überwiegend in der Offense der Mannschaft als Wide Receiver zum Einsatz. In den Jahren 1956 bis 1958 wurde er von seinem College für seine sportlichen Leistungen ausgezeichnet. Im Jahr 1959 wurde Dowler von den Green Bay Packers in der dritten Runde an 25. Stelle gedraftet. Im gleichen Jahr hatte Vince Lombardi das Traineramt bei den Packers übernommen. Lombardi gelang es aus dem Team, in welchem zahlreiche spätere Mitglieder der Pro Football Hall of Fame, wie der Quarterback Bart Starr, der Runningback Paul Hornung oder dem Defensive Back Willie Wood spielten, eines der besten Teams der NFL zu formen. Dowler wurde von Lombardi als Wide Receiver eingesetzt, lief allerdings auch als Punter für seine Mannschaft auf. 1961 konnte Dowler mit der Mannschaft aus Green Bay seinen ersten NFL-Titel gewinnen. Die Packers trafen im Endspiel auf die New York Giants und konnten diese mit 37:0 deutlich besiegen. Dowler steuerte zu dem Sieg einen Touchdown bei. Im folgenden Jahr konnten die Packers ihren Titel verteidigen und sich erneut gegen die Giants im Endspiel durchsetzen. Dowler gelangen bei dem 16:7-Sieg seiner Mannschaft vier Passfänge.
1965 gewann Dowler seinen dritten Titel. Gegner im Endspiel der Packers waren die Cleveland Browns. Diese konnten sich gegen die Packers nicht durchsetzen und verloren mit 23:12. Dowler fing in diesem Spiel fünf Pässe von Bart Starr. 1966 wurde zum ersten Mal das AFL-NFL Championship Game ausgetragen, welches später in Super Bowl I umbenannt wurde. Die Packers gewannen das NFL-Endspiel mit 34:27 gegen die Dallas Cowboys und zogen so in das Spiel gegen den Meister der American Football League (AFL) ein. Dowler hatte in dem Spiel gegen die Cowboys einen Touchdown erzielt, konnte aber beim ersten Super Bowl gegen die Kansas City Chiefs aufgrund einer Schulterverletzung nicht in das Spielgeschehen eingreifen. Bereits beim zweiten Spielzug seines Teams zog sich Dowler die Verletzung zu und wurde durch Max McGee ersetzt. Die Packers gewannen trotzdem überlegen mit 35:10.
Ein Jahr nach dem ersten Super Bowl Erfolg machte Dowler erneut auf sich aufmerksam. Die Regular Season lief für die Packers gewohnt erfolgreich und man zog wieder in die Play-offs ein. Gegner im NFL-Endspiel waren erneut die Dallas Cowboys. Das Spiel sollte als sogenannter Ice Bowl in die Geschichte der NFL eingehen. Trotz der widrigen Umstände, gespielt wurde bei −25 Grad Celsius, gelangen Dowler zwei Touchdowns bei dem knappen 21:17-Sieg seines Teams. Der Super Bowl II wurde gegen die Oakland Raiders ausgetragen. Dowler war auch in diesem Spiel erfolgreich und erzielte seinen einzigen Touchdown in einem Super Bowl. Die Packers gewannen die Begegnung mit 33:14. Vor der Saison 1971 wurde Dowler an die Washington Redskins abgegeben und beendete nach einem letzten Spieljahr in Washington, D.C. seine Laufbahn.

## Trainerlaufbahn
In seinem letzten Spieljahr war Boyd Dowler Spielertrainer bei den Redskins. Nach seiner Spielerlaufbahn wurde Dowler Assistenztrainer in der NFL und war bei verschiedenen Mannschaften, wie den Redskins, den Philadelphia Eagles oder den Tampa Bay Buccaneers tätig.

## Ehrungen
Dowler spielte zweimal im Pro Bowl, dem Abschlussspiel der besten Spieler einer Saison. Er wurde zweimal zum All-Pro und 1959 zum NFL Rookie of the Year gewählt. Er ist Mitglied in der Green Bay Packers Hall of Fame, in der Wyoming Sports Hall of Fame und im NFL 1960s All-Decade Team.